# 第34回日本選手権競輪
第34回 日本選手権競輪（だい34かい にほんせんしゅけんけいりん）は1981年、千葉競輪場で行われた。

## 決勝戦
- 3月24日（火）

| 着順        | 車番 | 選手名     | 登録地 |
| ----------- | ---- | ---------- | ------ |
| 1           | 7    | 中野浩一   | 福岡   |
| 2           | 6    | 恩田康司   | 群馬   |
| 3           | 2    | 山口健治   | 東京   |
| 4           | 4    | 片岡克巳   | 岡山   |
| 5           | 9    | 竹内久人   | 岐阜   |
| 6           | 3    | 菅田順和   | 宮城   |
| 7           | 5    | 久保千代志 | 愛知   |
| 8（落再乗） | 1    | 高橋健二   | 愛知   |
| 失格        | 8    | 岩崎誠一   | 青森   |

- 配当 
  - 連勝単式 5 - 5 2560円

### レース概要
前年の1980年にオールスター競輪（いわき平競輪場）、競輪王戦を制し、当大会を制すれば特別競輪（現在のGI）3連覇の偉業となる中野浩一だが、予選道中は2・5・2と一勝もしていなかった。加えて、日本選手権競輪は前年まで決勝で2着以上の着順を経験したことがなく、相性の悪さも懸念されていた。
当時はスタンディング(S)争いが流行していたが、恩田がSを取り、中野だけを前に入れた。ジャンで後方8、9番手にいた高橋 - 久保が上昇すると、これを菅田 - 岩崎が叩く。最終ホーム付近で、菅田が出切って先頭に立ち、その番手を巡って高橋と岩崎が競る形となったが、岩崎の押圧により高橋が落車。すると、最終バック付近で4番手に構えた中野が捲り切り、そのまま押し切って日本選手権競輪初優勝。また、1952年の高倉登以来、史上2人目となる特別競輪3連覇を達成した。